# Ōinomikado Ietsugu
Ōinomikado Ietsugu (大炊御門家嗣, [[[1197]] -1271] Erro: {{japonês}}: texto da transliteração contém caractere não latino (pos 18) (ajuda), também conhecido como Ōimikado Ietsugu ou Fujiwara no Ietsugu) foi um nobre do período Kamakura da história do Japão.

## Vida
Ietsugu foi filho do Udaijin Ōinomikado Morotsune. Foi o 5º líder do ramo Ōinomikado do clã Fujiwara.
Em 1205  foi designado para o Konoefu (Quartel da Guarda do Palácio) e em 1231 foi promovido a Dainagon no reinado do Go-Horikawa.
Após a ascensão de Imperador Shijo em 1232 demite-se do cargo voltando ao Konoefu.
Em 1238 é nomeado Naidaijin cargo que ocupa até 1240. Em 1249 tornou-se monge budista passando a se chamar Saga.
Faleceu em 1271 aos 74 anos de idade.
| Precedido por Ōinomikado Morotsune | -- 5º Líder dos Ōinomikado Fujiwara (1259 -1271) | Sucedido por Ōinomikado Fuyutada |
| Precedido por Kujō Motoie          | 57º Naidaijin (1238 - 1240)                      | Sucedido por Kinugasa Ieyoshi    |